# Stegsholmsviken
Stegsholmsviken är en sjö i på Gålö i Haninge kommun, Södermanland, Stockholms län. Sjön ingår i Tyresån-Trosaåns kustområde.

## Beskrivning
Stegsholmsviken har sitt namn efter den där belägna Stegsholms gård. Den idag lilla, grunda sjön var ursprungligen en vik med kontakt till Östersjön via Blista fjärd. Kontakten bestod fortfarande under 1800-talets slut men försvann sedan genom landhöjningen och igenväxning. 

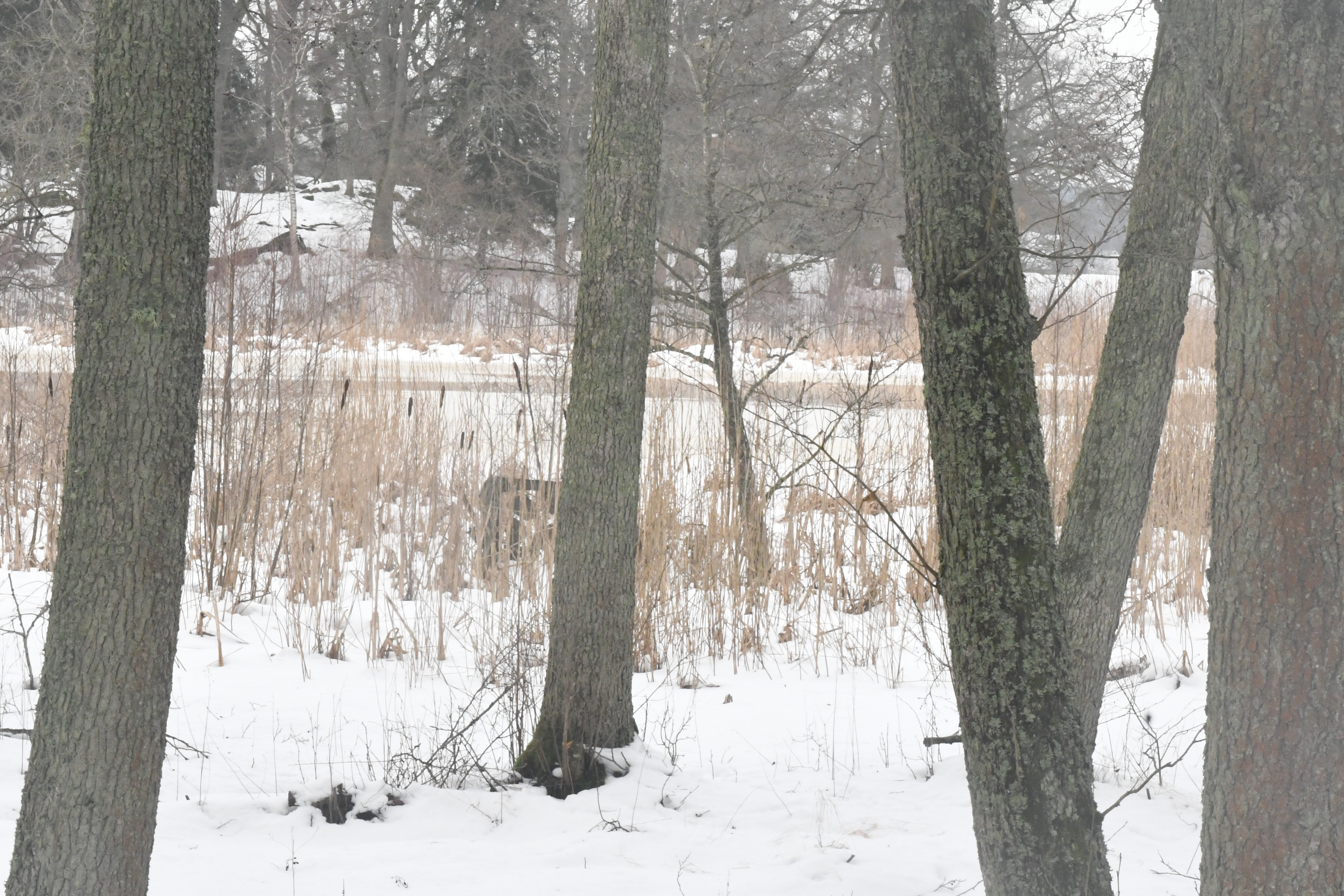
Stegsholmsviken söderifrån vintertid.
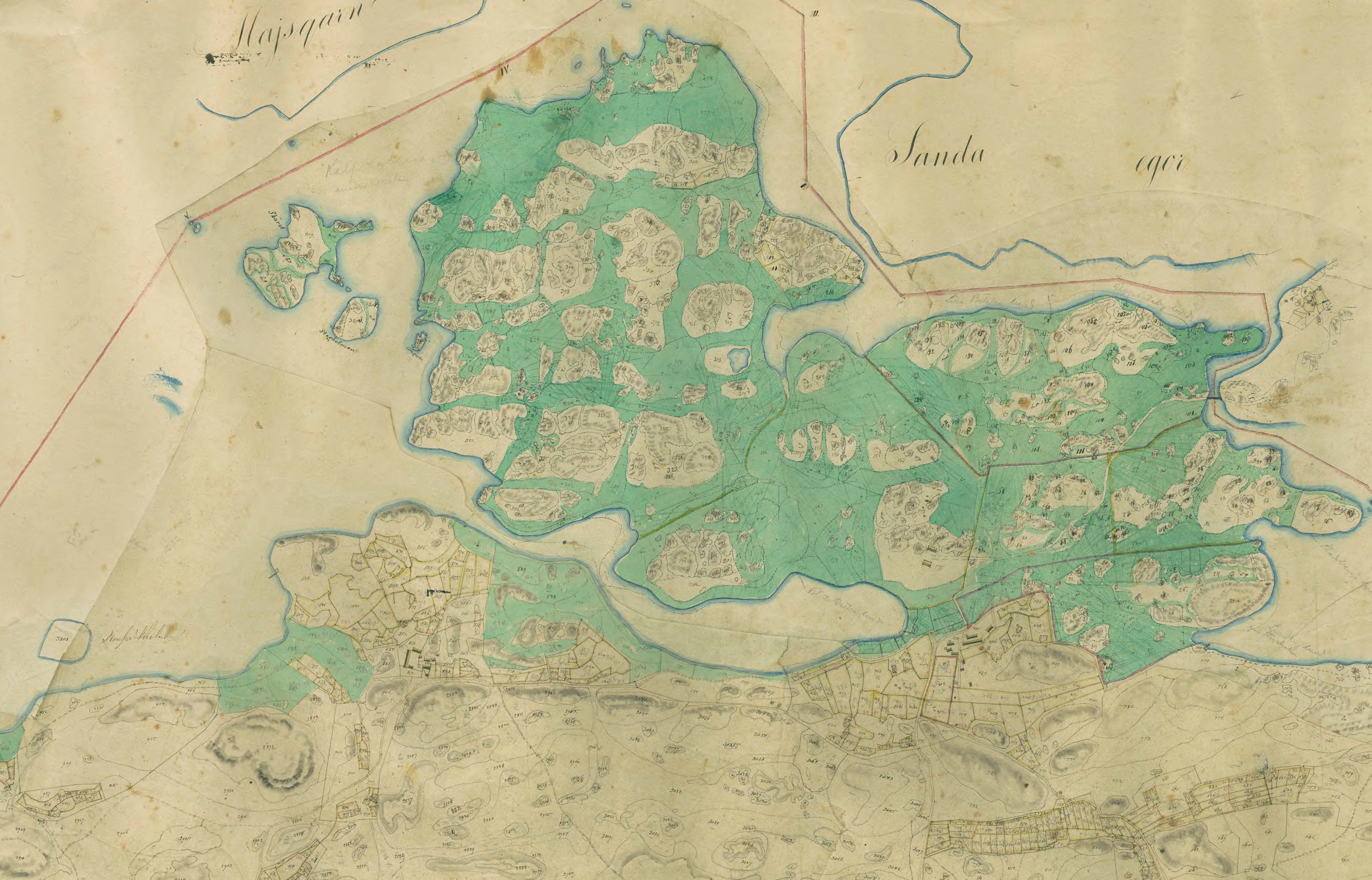
Stegsholmsviken på en karta från 1855.